# Emmanouil Karalis
Emmanouil Karalis (griechisch Εμμανουήλ Καραλής; * 20. Oktober 1999 in Athen) ist ein griechischer Leichtathlet, der sich auf den Stabhochsprung spezialisiert hat und aktuell Inhaber des Landesrekordes ist. 2025 gewann er bei den Halleneuropameisterschaften die Goldmedaille und 2024 an den Olympischen Spielen in Paris die Bronzemedaille.

## Sportliche Laufbahn
Erste internationale Erfahrungen sammelte Emmanouil Karalis im Jahr 2015, als er bei den Jugendweltmeisterschaften in Cali mit einer Höhe von 5,20 m die Bronzemedaille gewann. Im Jahr darauf siegte er bei den erstmals ausgetragenen Jugendeuropameisterschaften in Tiflis mit einer Höhe von 5,45 m und wurde bei den U20-Weltmeisterschaften in Bydgoszcz mit 5,40 m Vierter. Bei den Leichtathletik-Halleneuropameisterschaften 2017 in Belgrad erreichte er mit übersprungenen 5,50 m Rang elf und anschließend gelang ihm bei den U20-Europameisterschaften in Grosseto in der Qualifikation keine gültige Höhe. Zudem qualifizierte er sich erstmals für die Weltmeisterschaften in London, bei denen er mit 5,45 m aber nicht das Finale erreichte. Im Jahr darauf nahm er an den Hallenweltmeisterschaften in Birmingham teil und gelangte dort mit einer Höhe von 5,80 m auf den fünften Platz. Nachdem er in der Freiluftsaison keinen einzigen Wettkampf bestritten hatte, siegte er 2019 bei den U23-Mittelmeer-Hallenmeisterschaften in Miramas mit 5,55 m und qualifizierte sich auch für die Halleneuropameisterschaften in Glasgow, bei denen er mit 5,65 m als Vierter eine Medaille knapp verpasste. Bei den U23-Europameisterschaften in Gävle gewann er mit übersprungenen 5,60 m die Silbermedaille hinter dem Deutschen Bo Kanda Lita Baehre und nahm im Spätsommer erneut an den Weltmeisterschaften in Doha teil, schied mit 5,60 m aber erneut in der Qualifikation aus. 2021 siegte er mit 5,70 m bei den Balkan-Meisterschaften in Smederevo und gewann anschließend bei den U23-Europameisterschaften in Tallinn mit 5,65 m die Silbermedaille hinter dem Franzosen Ethan Cormont. Daraufhin gelangte er bei den Olympischen Sommerspielen in Tokio bis ins Finale und wurde dort mit 5,80 m Vierter.
2022 schied er bei den Weltmeisterschaften in Eugene mit 5,50 m in der Qualifikationsrunde aus und verpasste anschließend auch bei den Europameisterschaften in München mit derselben übersprungenen Höhe den Finaleinzug. Im Jahr darauf gewann er bei den Halleneuropameisterschaften in Istanbul mit 5,80 m die Silbermedaille hinter dem Norweger Sondre Guttormsen. Im Juni wurde er bei der 1. Liga der Team-Europameisterschaft im Rahmen der Europaspiele in Chorzów mit 5,80 m Zweiter und sicherte sich damit ligenübergreifend die Silbermedaille hinter dem Niederländer Menno Vloon. Im August brachte er bei den Weltmeisterschaften in Budapest in der Qualifikationsrunde keine Höhe zustande. 2024 gewann er bei den Hallenweltmeisterschaften in Glasgow mit 5,85 m die Bronzemedaille hinter dem Schweden Armand Duplantis und Sam Kendricks aus den Vereinigten Staaten. Mit 5,87 m gewann Karalis bei den Europameisterschaften in Rom im selben Jahr die Silbermedaille hinter Duplantis. Anschließend gewann er bei den Olympischen Sommerspielen in Paris mit übersprungenen 5,90 m im Finale die Bronzemedaille hinter dem Schweden Duplantis und Sam Kendricks aus den Vereinigten Staaten. Daraufhin wurde er beim Memoriał Kamili Skolimowskiej mit 6,00 m Dritter und siegte mit 5,88 m beim Hanžeković Memorial, ehe er beim Memorial Van Damme mit 5,82 m Zweiter wurde.
2025 steigerte er seinen Landesrekord in Piräus auf 6,01 m und kurz darauf in Clermont-Ferrand auf 6,02 m, ehe er dann mit 5,90 m bei den Halleneuropameisterschaften in Apeldoorn siegte. Kurz darauf gewann er bei den Hallenweltmeisterschaften in Nanjing mit Landesrekord von 6,05 m die Silbermedaille hinter dem Schweden Armand Duplantis. Im April wurde er bei der Xiamen Diamond League mit 5,82 m Zweiter, wie auch bei der Diamond League in Shaoxing mit 6,01 m und bei den Bislett Games mit 5,82 m. Beim Herculis wurde er mit 5,92 m ebenfalls Zweiter und siegte daraufhin bei den Balkan-Meisterschaften in Volos mit neuem Meisterschaftsrekord von 5,92 m. Wenige Tage darauf überquerte er bei den Griechischen Meisterschaften ebendort 6,08 m und schob sich damit auf den vierten Platz der ewigen Bestenliste. Anschließend wurde er bei der Diamond League in Chorzów mit 6,00 m Zweiter.
In den Jahren von 2021 bis 2025 wurde Karalis griechischer Meister im Stabhochsprung im Freien sowie 2018 und 2019 sowie von 2021 bis 2025 in der Halle.